# ۱۲ بهمن
۱۲ بهمن سیصد و هجدهمین روز سال در گاه‌شماری خورشیدی است. به پایان سال ۴۷ روز (۴۸ روز در سال کبیسه) باقی‌است.

## رویدادها
- ۱۱۱۰ - امضا شدن عهدنامه رشت میان ایران با امپراتوری روسیه
- ۱۳۵۷ - بازگشت سید روح‌الله خمینی پس از ۱۴سال تبعید از فرانسه به ایران[۱][۲]
- ۱۳۶۷ - بنیان‌گذاری باشگاه فوتبال سایپا
- ۱۳۹۰ - بازسازی لحظه ورود سید روح‌الله خمینی از فرانسه به ایران از طریق امام مقوایی توسط نیروی هوایی ارتش جمهوری اسلامی ایران
- ۱۳۹۸ - حادثه ۱۲ بهمن ۱۳۹۸ فروند ایرباس ای۳۱۹ ایران ایر
- ۱۴۰۰ - رقابت ۱۲ بهمن ۱۴۰۰ تیم ملی فوتبال ایران با تیم ملی فوتبال امارات در مرحله مقدماتی جام جهانی فوتبال ۲۰۲۲ (آسیا)

## مناسبت‌ها
- آغاز دهه فجر

## زادروزها
- ۱۳۰۸ - کمال حبیب‌اللهی، نظامی
- ۱۳۱۲ - بهمن فرسی، نویسنده
- ۱۳۱۲ - حسین کسبیان، بازیگر
- ۱۳۱۵ - محی‌الدین حائری شیرازی، سیاستمدار
- ۱۳۲۲ - محراب شاهرخی، بازیکن فوتبال
- ۱۳۲۲ - اسماعیل جمشیدی، نویسنده و روزنامه‌نگار
- ۱۳۴۲ - الهه رضایی، مجری و گوینده تلویزیون
- ۱۳۴۸ - بهمن قبادی، کارگردان
- ۱۳۴۸ - حبیب رضایی، بازیگر و کارگردان
- ۱۳۵۳ - مهدی ثابتی، بازیکن فوتبال
- ۱۳۵۴ - امیرحسین رستمی، بازیگر
- ۱۳۵۵ - اشکان نامداری، بازیکن فوتبال
- ۱۳۵۷ - مهدی رحمانی، کارگردان
- ۱۳۶۱ - حامد آفاق، بازیکن تیم ملی بسکتبال مردان ایران
- ۱۳۶۲ - حمید محمدی، مجری
- ۱۳۶۲ -  روح‌الله عرب، بازیکن فوتبال
- ۱۳۶۶ - روزبه حصاری، بازیگر
- ۱۳۶۶ - رضا پیشرو، خواننده
- ۱۳۶۶ - سعید علی‌حسینی، وزنه‌بردار
- ۱۳۶۷ - رضا حقیقی، بازیکن فوتبال
- ۱۳۷۱ - احمد نوراللهی، بازیکن فوتبال
- ۱۳۷۷ - امیرمهدی جانملکی، بازیکن فوتبال

## درگذشت‌ها
- ۱۳۳۹ - محمدحسین فاضل تونی، آموزگار فلسفه
- ۱۳۴۶ - مسعود کیهان، رئیس مؤسسه جغرافیای دانشگاه تهران و از عوامل اصلی کودتای ۳ اسفند ۱۲۹۹
- ۱۳۷۱ - محراب شاهرخی، بازیکن فوتبال
- ۱۳۷۷ - محمدتقی مسعودیه، موسیقی‌دان و آهنگساز
- ۱۳۷۸ - شاپور بنیاد، شاعر
- ۱۳۸۹ - حسن علی اکبر خانه، کاشی‌کار
- ۱۳۹۱ - حسن حبیبی، نخستین دبیرخانه مجمع تشخیص مصلحت نظام
- ۱۳۹۶ - محمود رحمانی‌پور، موسیقی‌دان
- ۱۴۰۰ - لطف‌الله صافی گلپایگانی، از مراجع تقلید شیعه
- ۱۴۰۰ - محمدحسین یمین، استاد ادبیات فارسی دانشگاه کابل